# حکیم مدان
حکیم مدان (عربی: حكيم مدان؛ زادهٔ ۵ سپتامبر ۱۹۶۶) بازیکن فوتبال اهل الجزایر بود.
از باشگاه‌هایی که در آن بازی کرده‌است می‌توان به باشگاه فوتبال سالگیروش، باشگاه فوتبال القبائل، و باشگاه فوتبال اتحاد الحراش اشاره کرد.
وی همچنین در تیم ملی فوتبال الجزایر بازی کرده‌است.